# Courtney Jines
Courtney Elizabeth Jines (Fairfax, 4 maggio 1992) è un'attrice statunitense.

## Filmografia

### Cinema
- Drop Back Ten, regia di Stacy Cochran (2000)
- Frankie & Ben: Una coppia a sorpresa (Gaudi Afternoon), regia di Susan Seidelman (2001)
- Red Betsy, regia di Chris Boebel (2003)
- Missione 3D - Game Over (Spy Kids 3-D: Game Over), regia di Robert Rodriguez (2003)
- Il mio amico a quattro zampe (Because of Winn-Dixie), regia di Wayne Wang (2005)

### Televisione
- Squadra emergenza (Third Watch) – serie TV, episodio 1x10 (2000)
- Law & Order - Unità vittime speciali (Law & Order: Special Victims Unit) – serie TV, episodio 2x09 (2001)
- CSI - Scena del crimine (CSI: Crime Scene Investigation) – serie TV, episodio 2x20 (2002)
- Anna's Dream, regia di Colin Bickley – film TV (2002)
- That Was Then – serie TV, episodio 1x06 (2002)
- E.R. - Medici in prima linea (ER) – serie TV, episodio 9x12 (2003)
- Jack & Bobby – serie TV, episodio 1x11 (2004)
- Le campane d'argento (Silver Bells), regia di Dick Lowry – film TV (2005)
- The War at Home – serie TV, 4 episodi (2006)

## Doppiatrici italiane
- Joy Saltarelli in Missione 3D - Game Over
- Rachele Paolelli in Il mio amico a quattro zampe